# 大伴武以
大伴武以（おおとものたけもち）は、古墳時代の豪族・大伴氏の祖。名は武持・健持とも。大伴武日（武日命）の子。

## 人物・略歴
姓は連。仲哀天皇の在位中、大連として仕えた。

## 系譜
大伴氏は天忍日命の後裔で、武以は道臣命の7世孫。父・武日連の時に大伴を名乗ったとされる。
一般に流布している大伴氏関係の系図では武以の子を室屋連としているが、両者が仕えた天皇（仲哀天皇と允恭天皇）の世代差との整合が取れない。一方、武以と室屋の間に佐彦連、山前連を記す系図もある。なお健友・武季・建室の三代を記すものもある。